# Personalprelatur
Personalprelaturer är icke landsbundna jurisdiktionsområden inom den romersk-katolska kyrkan påbjudna av Andra Vatikankonciliet. Den hittills enda personalprelaturen är Opus Dei.
Personalprelaturerna är stiftade ”för att utföra vissa specifika pastorala uppgifter för olika sociala grupper i vissa regioner eller nationer eller till och med i hela världen” (Andra Vatikankonciliet. Konciliedekretet Presbyterorum ordinis (7/12 1965)).
Personalprelaturerna – som Andra Vatikankonciliet ville främja enligt ovan – förestås av en herde: en prelat som kan vara biskop och utnämns av påven, och som styr prelaturen med ledningsmakt, också kallad jurisdiktionsmakt. Prelaten omges av ett prästerskap, som är sammansatt av sekularpräster, och lekmän, män och kvinnor.
Personalprelaturerna är således institutioner som tillhör Kyrkans hierarkiska struktur. Dess troende fortsätter emellertid att vara medlemmar i de lokalkyrkor eller stift där de bor.